# Hristo Iliev
Hristo Iliev (bulgare : Христо Илиев), né le 11 mai 1936 à Sofia en Bulgarie et mort le 24 mars 1974, est un joueur de football international bulgare, qui évoluait en tant qu'attaquant.
Il passe la quasi-totalité de sa carrière au Levski Sofia. Iliev joue également avec l'équipe bulgare au niveau international pendant la coupe du monde 1962 au Chili.
Il est décédé dans un accident de voiture au printemps 1974.

## Palmarès
- Championnat de Bulgarie : 2
  - 1964–65, 1967–68
- Coupe de Bulgarie : 4
  - 1956, 1957, 1959, 1967
- Meilleur buteur du championnat de Bulgarie : 1
  - 1957 (14 buts)